# La Chuchi
La Chuchi es una teleserie paraguaya, con la dirección de Juan Carlos Maneglia y Tana Schémbori, transmitida por la cadena televisiva El Trece el 10 de julio de 2006 y se extendió hasta finales de diciembre del mismo año. Fue un éxito rotundo en Argentina siendo emitido a través de 360 TV (Canal 25 del TDT).

## Sinopsis
Es la historia de una joven llamada Marta Bogarín "La Chuchi", que vive en un barrio de clase baja, cuyas ambiciones de pertenecer a una clase social más alta que su inventar una falsa realidad a fin de encontrar un novio rico para su sobrina Vanessa. El padre de Marta es un buen hombre llamado Juvinel Bogarín quien trabaja en una cabina telefónica en el centro de la ciudad de Asunción, Paraguay. Marta también tiene una hermana, María Bogarín, una estelista muy conocida en el barrio que es la dueña de una peluquería llamada "Maria Coiffure", donde también trabaja con Andy Mariulo, un estilista gay, y Jessica, la madre soltera de Peque.Por el contrario, María no es ambiciosa, ella sabe muy bien su realidad y la confianza que la situación cambie pronto.
María es una excelente persona con un gran corazón que ayuda a todo el mundo. Ella está muy preocupada porque la casa de la familia será subastada por una empresa financiera y no tienen dinero suficiente para evitar que esto suceda. Vanessa y Miguelito son los sobrinos de Marta y Maria. Viven en la misma casa porque su madre, la hermana de Marta y Maria, se murió hace algunos años. Un día, Vanessa y Marta está tomando un paseo en coche con Felipe "Mono", que no es el novio oficial de marta, cuando de repente se pincha una rueda. Después de algún tiempo, un joven con un coche de lujo se detiene y se ofrece a ayudarles. Él se presenta como Esteban Díaz Andino Jr. y Vanessa le ve con interés. Cuando le pregunta su a nombre Vanessa, Marta responde rápidamente: "Vanessa Von Straggen" porque piensa que esta es la oportunidad que siempre ha esperado a tener dinero. Marta le pide a su amiga Pocha, quien trabaja como sirvienta en la mansión de la condesa Von Straggen Elka, y le ruega para que ellos puedan entrar en la casa. A partir de ahora, Esteban Jr. cree que Vanessa es parte de la exclusiva familia Von Straggen y se enamora de ella, sin importarle que él va a casarse con Fiorella Mendoza, cuyos padres eran ricos pero perdieron todo el dinero. La viuda Clyde, quien es la madre de Fiorella, también quiere casarse con Esteban Díaz Andino, el padre de Esteban Jr., para asegurar su futuro económico. Esteban(padre de Esteban Jr.) y Maria se conocieron cuando él fue a la peluquería y se simpatizaban en la primera vez porque a ambos les gusta la poesía, en especial la de Pablo Neruda. Esteban se presentó como "Carlos", un visitador médico, pero él es un hombre multimillonario, dueño de muchas empresas, incluyendo a la sociedad financiera que subastará la casa de María. El le mintió a Marta para que ella le trate con confianza y no por su dinero. María tiene un admirador secreto que la amaba desde hace años, Blasito "Juan Papiro", un amigo del barrio. Él trató de conquistar el corazón de María muchas veces pero no pudo, menos ahora que ella se enamora de Esteban. La trama de la serie es una red de mentiras y planes que afecten a la vida de todos los vecinos y protagonistas. En "La chuchi", nada es lo que parece.

## Reparto
| Personaje                       | Intérprete           |
| ------------------------------- | -------------------- |
| Marta Bogarin "La Chuchi"       | Letizia Medina       |
| Maria Bogarin                   | Alicia Guerra        |
| Esteban Díaz A. (Hijo)          | Pablo Rodríguez      |
| Esteban Diaz Andino (Padre)     | Carlos Benegas       |
| Andy Mariulo                    | Rubén Vysokolan      |
| Blasito Ortellado "John Papiro" | Beto Ayala           |
| Maria Terrasa                   | Gustavo Cabañas      |
| Janny                           | María José Cacavelos |
| Rossi                           | Graciela Cánepa      |
| Klauss Von Stragen              | Alejandro Cayuela    |
| Rolando Chaparro                | Rolando Chaparro     |
| Clyde Cowan                     | Chela                |
| Fiorella Mendoza                | Gaby Cubilla         |
| Paloma                          | Tamara Djundi        |
| Juan Clemente                   | Ariel Galeano        |
| Jessica                         | Lourdes García       |
| Miguelito Bogarin               | Nico García          |
| Vanessa Bogarin                 | Paola Maltese        |
| Pocha                           | Carmen González      |
| Felipe "Mono, Monkey"           | Luis Gutiérrez       |
| Peque                           | Carlos Jalife        |
| La Condesa Elka Von Stragen     | Cristina Logan       |
| La española                     | Natalia Nebbia       |
| Juvinel Bogarín                 | Jesús Pérez          |
| Alejandra Prayones              | Alejandra Prayones   |
| Chuchu                          | Patricia Reyna       |
| Don Rafa                        | Calolo Rodríguez     |
| Clyde Pérez García              | Alejandra Siquot     |
| Fermin                          | Mario Toñanez        |
| Anita                           | Mariel Von Nowak     |
| Danielito                       | Daniel Palacios      |

## Emisión internacional

### Sudamérica
- Argentina: 360 TV (2011)

- Ecuador: Oromar TV (2007)

- Bolivia: Red PAT (2008)

### Norteamérica
- Estados Unidos: América TeVe

### Centroamérica
- Costa Rica: Canal 32 (2007)

- Honduras: Canal 54 (2007)

- El Salvador: Canal 37 (2008)